# ㅢ
ㅢ는 ㅡ와 ㅣ가 합쳐진 글자이다. 《훈민정음》에서는 여ㅣ상합자(與ㅣ相合字)의 하나로 설명하고 있다.

## 한국어의 음운
훈민정음 창제 당시 여ㅣ상합자(與ㅣ相合字)들은 /j/로 끝나는 하강 이중모음이었던 것으로 추정된다. 따라서 ㅢ도 이중모음 /ɨj/였으리라고 추정된다.
하지만 후대로 가면서 여ㅣ상합자(與ㅣ相合字)들이 전설 단모음(單母音)으로 바뀌면서 혼란이 생기기 시작했다. 본래 ㅢ의 음가를 가졌던 발음들이 흔들리기 시작하여 일부는 ㅔ(본래 하강 이중모음이었다고 추정되나, 현대 표준 한국어에서 [e]가 됨)나 ㅣ 등으로 합류하였다. 현대 한국어의 글자 '의'는 표준어에서 이중모음 [의]([ɰi] 또는 [ɯj]또는[ɯi])로 발음되지만 조사로는 대개 단모음 '에'([e])로 발음되는 건 이것의 잔재이다. 본래 〈한글 맞춤법 통일안〉 등 일제 강점기에 나온 여러 철자 개정안에서 /ㅔ/로 발음되는 것들을 'ㅔ'로 적도록 하였으나 소유격 조사 '의'만 예외가 적용된 것이다. 이는 조사 '에'와 철자로 구분하기 위함이었다.
현대 한국어에서는 /ㅢ/가 굉장히 불안정하다. 표준어의 경우 학자에 따라 하강 이중모음 /ɯj/로 보는 견해도 있고, 상승 이중모음 /ɰi/또는 수평 이중모음 /ɯi/로 보는 견해도 있다. 전자로 볼 경우, 추가적인 음소를 할당하지 않아도 된다는 장점이 있으나, 유일하게 하강 이중모음을 인정해야 한다는 문제가 있다. 중자로 볼 경우, 현대 한국어의 음운 체계에서 하강 이중모음을 설정하지 않아도 된다는 장점이 있으나, /ㅢ/에서만 유일하게 사용되는 반모음 /ɰ/를 설정해야 한다는 문제가 있다. 후자로 볼 경우 음절 수와 글자 수가 비교적 일치하는 한글의 특성에 맞지 않다는 문제가 있다. 어느 쪽이든 현대 한국어의 /ㅢ/는 음운 체계상으로 불안정하다는 게 확인되며, 실제로도 그러하다.
예를 들어, 조사 ‘의’는 /의/ 말고 /에/로도 소리낼 수 있고, 어두가 아닌 음절의 ‘의’는 [의] 말고도 [이]로도 소리낼 수 있다. 또한 자음 뒤에서는 대개 /ㅢ/가 아니라 /ㅣ/로 발음된다.
또한, 이 ㅢ에 대한 예외 외에도 ㅢ를 ㅡ로 발음하는 경향이 잦다. 보통 서남 방언의 특징이라고 알려져 있으나 지역 관계 없이 사람에 따라 개인차가 있다.
이런 혼란상 때문에 몇몇 언어학자들은 ㅢ의 제대로 된 음가가 이삼십 년 안에 사라질 것으로 보고 있다.

## 문자 코드
| 종류                  | 글자 | 유니코드 | HTML     |
| --------------------- | ---- | -------- | -------- |
| 한글 호환 자모 영역   | ㅢ   | U+3162   | &#12642; |
| 한글 자모 영역        | ᅟᅴ   | U+1174   | &#4468;  |
| 한양 사용자 정의 영역 |   | U+F84D   | &#63565; |
| 반각                  | ￛ    | U+FFDB   | &#65499; |